# Egano Righi-Lambertini

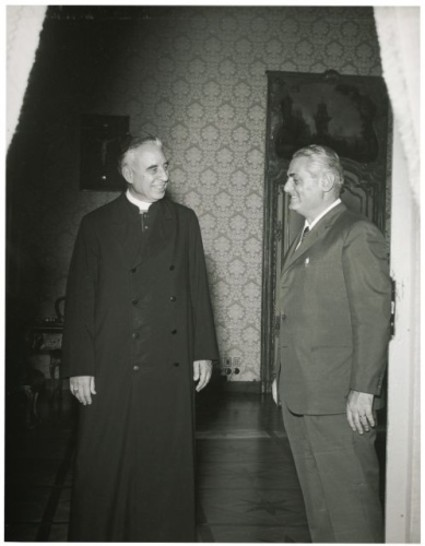
Nuntius Lambertini (li.) mit Brunetto Bucciarelli (1967)

Kardinalswappen

Egano Kardinal Righi-Lambertini (* 22. Februar 1906 in Casalecchio di Reno, Provinz Bologna, Italien; † 4. Oktober 2000 in Rom) war ein vatikanischer Diplomat und später Kurienkardinal der römisch-katholischen Kirche.

## Leben
Egano Righi-Lambertini studierte an der Universität Bologna und der Universität La Sapienza in Rom die Fächer Philosophie und Katholische Theologie und empfing 1929 das Sakrament der Priesterweihe. Anschließend wirkte er sieben Jahre lang als Seelsorger im Erzbistum Bologna, ehe er 1936 für weiterführende Studien nach Rom zurückkehrte. Ab 1939 arbeitete er für das Staatssekretariat des Heiligen Stuhls in Italien, Frankreich, Costa Rica, Venezuela, Großbritannien und Korea.
1960 ernannte ihn Papst Johannes XXIII. zum Titularerzbischof von Doclea und zum Apostolischen Nuntius für den Libanon. Die Bischofsweihe spendete er ihm am 28. Oktober 1960 selbst, Mitkonsekratoren waren Diego Venini, Almosenier Seiner Heiligkeit, und Benigno Carrara, Bischof von Imola. 1963 wurde Egano Righi-Lambertini Nuntius in Chile, 1967 in Italien und 1969 in Frankreich. Er nahm als Konzilsvater von 1962 bis 1965 an allen Sessionen des Vaticanum II teil. Von 1974 bis 1979 war er im Auftrag des vatikanischen Staatssekretariats Ständiger Beobachter beim Europarat in Straßburg. Am 30. Juni 1979 nahm ihn Papst Johannes Paul II. als Kardinaldiakon mit der Titeldiakonie San Giovanni Bosco in via Tuscolana in das Kardinalskollegium auf. 1990 wurde er zum Kardinalpriester mit der Titelkirche Santa Maria in Via erhoben.
Egano Righi-Lambertini starb am 4. Oktober 2000 in Rom und wurde in der Familienkapelle in seinem Heimatort beigesetzt.

## Ehrungen
- 1969: Großkreuz des Verdienstordens der Italienischen Republik